# Hanni Wenzel

Hanni Wenzel

Hanni Weirather-Wenzel (Straubing (Duitsland) 14 december 1956) is een voormalig Liechtensteinse alpineskister en tweevoudig olympisch kampioene (op de slalom en reuzenslalom). Ze is de eerste (en tot nu de enige) sporter uit Liechtenstein die olympisch kampioen werd.
Hanni Wenzel werd weliswaar in Duitsland (Beieren) geboren maar toen ze één jaar oud was verhuisden haar ouders naar Liechtenstein. In 1974 werd ze in het Zwitserse Sankt Moritz voor de eerste keer wereldkampioene op de slalom, in 1980 voegde ze hier drie wereldtitels aan toe door wederom op de slalom en ook op de combinatie en de reuzenslalom te zegevieren. Op de Olympische Spelen in het Amerikaanse Lake Placid in 1980 won ze naast goud op de reuzenslalom en slalom ook zilver op de afdaling. Eerder had ze op de Winterspelen van 1976 brons gewonnen op slalom. Ook boekte ze successen in de Wereldbeker alpineskiën. Ze heeft hierin 33 keer een wedstrijd gewonnen (2x afdaling, 12x reuzenslalom, 11x slalom, 8x combinatie). De wereldbeker algemeen won ze 2x (1978 en 1980).
In 1985 stopte Hanni Wenzel met wedstrijdskiën en trouwde met de Oostenrijkse wedstrijdskiër Harti Weirather. Hun dochter is de alpineskister Tina Weirather.
| Logo van de Olympische Spelen | Goud | Zilver | Brons | Logo van de Olympische Spelen |
|                               | 2    | 1      | 1     |                               |

1948: Gretchen Fraser ·
1952: Andrea Mead-Lawrence ·
1956: Renée Colliard ·
1960: Anne Heggtveit ·
1964: Christine Goitschel ·
1968: Marielle Goitschel ·
1972: Barbara Cochran ·
1976: Rosi Mittermaier ·
1980: Hanni Wenzel ·
1984: Paoletta Magoni ·
1988: Vreni Schneider ·
1992: Petra Kronberger ·
1994: Vreni Schneider ·
1998: Hilde Gerg ·
2002: Janica Kostelić ·
2006: Anja Pärson ·
2010: Maria Riesch ·
2014: Mikaela Shiffrin ·
2018: Frida Hansdotter ·
2022: Petra Vlhová
1952: Andrea Mead-Lawrence ·
1956: Ossi Reichert ·
1960: Yvonne Rüegg ·
1964: Marielle Goitschel ·
1968: Nancy Greene ·
1972: Marie-Therese Nadig ·
1976: Kathy Kreiner ·
1980: Hanni Wenzel ·
1984: Debbie Armstrong ·
1988: Vreni Schneider ·
1992: Pernilla Wiberg ·
1994: Deborah Compagnoni ·
1998: Deborah Compagnoni ·
2002: Janica Kostelić ·
2006: Julia Mancuso ·
2010: Viktoria Rebensburg ·
2014: Tina Maze ·
2018: Mikaela Shiffrin ·
2022: Sara Hector
- Gemeinsame Normdatei: 118829955
- International Standard Name Identifier: 0000 0004 4888 2209
- Nationale Bibliotheek van Tsjechië: mzk2007408448
- Virtual International Authority File: 84716779
- WorldCat: E39PBJpv76944tWtBCVd4X7WDq